# غريغ مينور
غريغ مينور (بالإنجليزية: Greg Minor)‏ مواليد 18 سبتمبر 1971 في ساندرفيل، هو مدرب كرة سلة أمريكي ولاعب سابق. بدأ مسيرته الاحترافية في سنة 1994. تم اختياره من قبل فريق لوس أنجلوس كليبرز خلال الدرافت. حمل الرقم 9. يبلغ طوله 6 قدم 6 بوصة (2.0 م). اعتزل اللعب في 1999. أحرز خلال مسيرته في الإن بي إيه 1902 نقطة بمعدل 6.9 نقاط في المباراة الواحدة.

## روابط خارجية
- غريغ مينور على موقع إن بي أي (الإنجليزية)
- غريغ مينور على موقع سبورتس رفرنس (الإنجليزية)
- غريغ مينور على موقع كرة السلة الأوروبية.كوم (الإنجليزية)
- غريغ مينور على موقع كلية كرة السلة في سبورتس رفرنس.كوم (الإنجليزية)
- غريغ مينور على موقع ريلجم (الإنجليزية)
- غريغ مينور على موقع بروبوليرز (الإنجليزية)